# JID
Destin Choice Route, beter bekend onder zijn artiestennaam JID (Atlanta, Georgia, 31 oktober 1990) is een Amerikaanse rapper, zanger en songwriter. Hij maakt sinds 2010 deel uit van het muzikale collectief Spillage Village. Hij heeft een platencontract bij Dreamville Records, het label van J. Cole, en bij Interscope Records. Ook is hij lid van de hiphopsupergroep Zoink Gang.
JID kreeg bekendheid met een aantal onafhankelijke releases, zoals Route of Evil (2012), Para Tu (2013) en DiCaprio (2015). Hij heeft drie studioalbums uitgebracht: The Never Story (2017), DiCaprio 2 (2018) en The Forever Story (2022). Bij het grote publiek is hij bekend van zijn bijdrage op de single "Enemy" van Imagine Dragons (2021), wat wereldwijd zijn meest succesvolle single is.

## Carrière

### Jeugd
JID kreeg zijn artiestennaam van zijn grootmoeder, die hem zo noemde vanwege zijn "zenuwachtige" ("jittery") gedrag. In zijn jeugd luisterde hij naar muziek van SLy and the Family Stone en Earth, Wind & Fire, voordat hij meer interesse kreeg in de hiphop van Jay-Z, Nas en Mobb Deep. Tijdens zijn middelbare schoolperiode speelde hij American football.

### Begin carrière (2010-2016)
JID werkte in callcenters en als pizzabezorger om het begin van zijn muzikale carrière te financieren. Hij bracht op 18 mei 2010 zijn eerste mixtape Cakewalk uit. Datzelfde jaar richtte hij, samen met EarthGang, Hollywood JB en JordxnBryant, de hiphopgroep Spillage Village op. Op 29 juni 2011 bracht hij zijn tweede mixtape Cakewalk 2 uit. Op 25 juni 2012 kwam zijn derde mixtape Route of Evil uit, waarop EarthGang en Stilz te horen zijn als gastvocalisten. Op 22 oktober 2013 verscheen zijn mixtape Para Tu, dat op 29 december 2017 opnieuw werd uitgebracht.
In 2014 verzorgde JID, samen met EarthGang en Bas, het voorprogramma van de These Days Tour van Ab-Soul. Dit gebeurde nadat Spillage Village zijn eerste project Bears Like This had uitgebracht. Op 26 januari 2015 bracht JID zijn eerste ep DiCaprio uit. Op 6 juli van dat jaar verscheen Bears Like This Too, het tweede project van Spillage Village. JID verzorgde ook het voorprogramma van Bas en van Omen. Op 2 december 2016 verscheen Bears Like This Too Much van Spillage Village, met gastoptredens van J. Cole en Bas. Dit project werd geproduceerd door onder meer Mac Miller, Ducko Mcfli, Childish Major en J. Cole.

### The Never Story(2017)

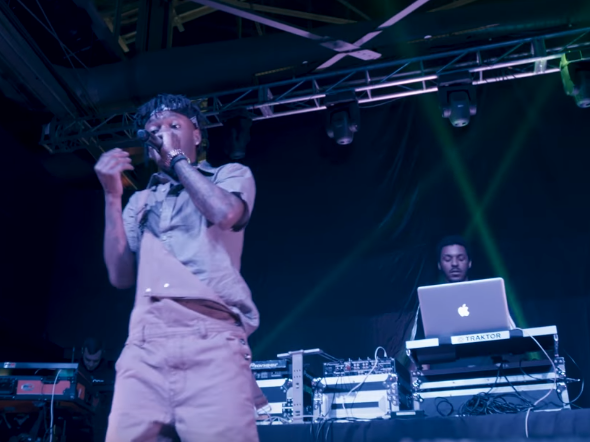
JID tijdens een concert in 2017.

Op 20 februari 2017 werd aangekondigd dat JID een contract had getekend bij Dreamville Records, het platenlabel van J. Cole. Zijn single "Never" werd eveneens via dit label uitgebracht. Op 10 maart 2017 verscheen zijn debuutalbum The Never Story. Op dit album zijn gastoptredens van EarthGang, 6lack en Mereba te horen. Het album is geproduceerd door onder meer J. Cole, Hollywood JB, Christo en Childish Major. Later verschenen nog drie singles van dit album: "D/vision", "Hereditary" en "EdEddnEddy".
In 2017 stond hij in het voorprogramma van de 4 Your Eyez Only Tour van J. Cole. Op 10 oktober verzorgde hij tijdens de BET Hip Hop Awards een freestylerap met Cozz, Kodie SHane en Ali Tomineek. In november 2017 was hij voor het eerst de headliner van een tournee, de Never Had Shit Tour, samen met EarthGang. Op 13 december verscheen een remix van "Pay the Man" van Foster the People, waar JID en Saba als gastartiesten te horen zijn.

### DiCaprio 2(2018-2020)
In juli 2018 bracht Denzel Curry het nummer "Sirens" uit met JID als gastartiest. Hij zou op tournee gaan met Mac Miller en Thundercat, maar deze werd afgelast na het overlijden van Miller. Op 18 september bracht hij de eerste single van zijn nieuwe album uit, genaamd "151 Rum". Op 3 oktober speelde hij het nummer "Working Out" bij een optreden, voordat op 6 november de tweede single "Off Deez" verscheen, met een bijdrage van J. Cole. Op 26 november kwam het volledige album uit, genaamd DiCaprio 2. Op dit album zijn, naast de eerdergenoemde Cole, bijdragen te horen van A$AP Ferg, 6lack, Ella Mai, BJ the Chicago Kid, Method Man en Joey Bada$$.
Ter promotie van DiCaprio 2 ging JID vanaf januari 2019 op tournee, genaamd de Catch Me If You Can Tour. Op 9 februari werd zijn concert in Ithaca door de politie stilgelegd omdat er breuken in het plafond van de zaal ontstonden. Later in 2019 was JID te horen op het compilatiealbum Revenge of the Dreamers III, waarop enkel artiesten die onder contract stonden bij Dreamville te horen waren. Hij deed mee op negen van de dertig tracks, waaronder de singles "Down Bad" en "Costa Rica", die allebei de Amerikaanse Billboard Hot 100 haalden. In 2020 bracht Spillage Village hun vierde project Spilligion uit.

### The Forever Story(2021-heden)
In 2021 was JID te horen op "Options", een nummer van Doja Cat afkomstig van haar album Planet Her. Later dat jaar werkte hij samen met Imagine Dragons op hun single "Enemy". Dit werd een wereldwijde hit; het bereikte de vijfde plaats in de Amerikaanse Billboard Hot 100, de zeventiende plaats in de Britse UK Singles Chart, de vijfde plaats in de Nederlandse Top 40 en de zeventiende plaats in de Vlaamse Ultratop 50. Wereldwijd gezien werd dit zijn grootste succes tot dan toe.
Gedurende 2022 bracht JID diverse singles uit van zijn album The Forever Story, waaronder "Surround Sound" (met 21 Savage en Baby Tate) en "Dance Now" (met Kenny Mason). Ook was hij dat jaar te horen op een nieuw compilatiealbum van Dreamville, genaamd D-Day: A Gangsta Grillz Mixtape, waar hij meedeed aan de tracks "Stick" en "Barry from Simpson". Op 26 augustus 2022 verscheen zijn derde album The Forever Story, met naast de eerdergenoemde artiesten gastoptredens van EarthGang, Lil Durk, Ari Lennox, Yasiin Bey, Lil Wayne, Johntá Austin, Ravyn Lenae en Eryn Allen Kane.

## Discografie

### Studioalbums
- 2017: The Never Story
- 2018: DiCaprio 2
- 2022: The Forever Story
- 2025: God Does Like Ugly

### Mixtapes
- 2010: Cakewalk
- 2011: Cakewalk 2
- 2012: Route to Evil
- 2013: Para Tu

### Compilatiealbums
- 2019: Revenge of the Dreamers III (van Dreamville)
- 2022: D-Day: A Gangsta Grillz Mixtape (van Dreamville)

### Albums met Spillage Village
- 2014: Bears Like This
- 2015: Bears Like This Too
- 2016: Bears Like This Too Much
- 2020: Spilligion (met EarthGang)

### Ep's
- 2014: Lucky Buddha (met Money Makin' Nique)
- 2015: DiCaprio

### Singles
- 2015: "Underwear"
- 2017: "Never"
- 2017: "Hasta Luego"
- 2018: "151 Rum"
- 2018: "Off Deez" (met J. Cole)
- 2019: "Down Bad" (met J. Cole, Bas, EarthGang en Young Nudy)
- 2019: "Costa Rica" (met Bas, Guapdad 4000, Reese Laflare, Jace, Mez, Smokepurpp, Buddy en Ski Mask the Slump God)
- 2020: "End of Daze" (met Spillage Village, EarthGang, Jurdan Bryant, Mereba en Hollywood JB)
- 2020: "Baguetti" (met Smino en Kenny Beats)
- 2020: "Baptize" (met Spillage Village en EarthGang)
- 2021: "Ballads" (met Conway the Machine)
- 2021: "Cludder"
- 2021: "Bruuuh" (remix met Denzel Curry)
- 2021: "Skegee"
- 2021: "Enemy" (met Imagine Dragons)
- 2022: "Surround Sound" (met 21 Savage en Baby Tate)
- 2022: "Talk About Me" (met Dot da Genius, Denzel Curry en Kid Cudi)
- 2022: "Dance Now" (met Kenny Mason)

### Gastoptredens
- 2016: "Can't Call It" (met Spillage Village, EarthGang, J. Cole en Bas)
- 2017: "M.O.M." (met Spillage Village en Quentin Miller)
- 2017: "Meditate" (met EarthGang)
- 2019: "Sandstorm" (met Mereba)
- 2019: "Fried Rice" (met Bas)
- 2020: "I Got Money Now" (met Deante' Hitchcock)
- 2020: "Roots" (met Aminé en Charlie Wilson)
- 2021: "Reaper" (met Boombox Cartel)
- 2021: "Garden Party" (met Masego en Big Boi)
- 2022: "Home (Remix)" (met Mike Dimes)
- 2022: "Dope" (met John Legend)

### Hitnoteringen

#### Albums
| Album met eventuele hitnotering(en) in de Nederlandse Album Top 100 | Datum van verschijnen | Datum van binnenkomst | Hoogste positie | Aantal weken | Opmerkingen |
| ------------------------------------------------------------------- | --------------------- | --------------------- | --------------- | ------------ | ----------- |
| The Forever Story                                                   | 26-08-2022            | 03-09-2022            | 59              | 1            |             |

| Album met hitnotering(en) in de Vlaamse Ultratop 200 albums | Datum van verschijnen | Datum van binnenkomst | Hoogste positie | Aantal weken | Opmerkingen |
| ----------------------------------------------------------- | --------------------- | --------------------- | --------------- | ------------ | ----------- |
| The Forever Story                                           | 26-08-2022            | 03-09-2022            | 65              | 3            |             |

#### Singles
| Single met eventuele hitnotering(en) in de Nederlandse Top 40 | Datum van verschijnen | Datum van binnenkomst | Hoogste positie | Aantal weken | Opmerkingen                                    |
| ------------------------------------------------------------- | --------------------- | --------------------- | --------------- | ------------ | ---------------------------------------------- |
| Enemy                                                         | 28-10-2021            | 11-12-2021            | 5               | 19           | met Imagine Dragons Nr. 6 in de Single Top 100 |

| Single met hitnotering(en) in de Vlaamse Ultratop 50 | Datum van verschijnen | Datum van binnenkomst | Hoogste positie | Aantal weken | Opmerkingen         |
| ---------------------------------------------------- | --------------------- | --------------------- | --------------- | ------------ | ------------------- |
| Enemy                                                | 28-10-2021            | 18-12-2021            | 17              | 19           | met Imagine Dragons |

#### NPO Radio 2 Top 2000
| Nummer met noteringen in de NPO Radio 2 Top 2000 | '22 | '23  | '24  |
| ------------------------------------------------ | --- | ---- | ---- |
| Enemy (met Imagine Dragons)                      | 779 | 1576 | 1303 |

1. ↑  Een vetgedrukt getal geeft de hoogste notering aan.
2. ↑  2022 was het eerste jaar met een notering voor dit nummer.